# این عشق است (فیلم)
این عشق است (به تلگو: Premante Idera) فیلمی است محصول سال ۱۹۹۸ و به کارگردانی جاینات سی. پارانجی است. در این فیلم بازیگرانی همچون داگوباتی ونکاتش، پریتی زینتا ایفای نقش کرده‌اند.